# Dakota do Norte
A Dakota do Norte ou Dacota do Norte (em inglês: North Dakota (pronunciado [/nɔːrθ dəˈkoʊtə/] (escutarⓘ)) é um dos 50 Estados dos Estados Unidos, localizado na região centro-oeste do país. O centro geográfico da América do Norte está localizado em Dakota do Norte, na cidade de Rugby. A maior parte de Dakota do Norte está localizada na região das Grandes Planícies norte-americanas. Por causa disto, caracteriza-se pelo seu terreno pouco acidentado, relativamente plano. Fazendas cobrem mais de 90% do estado. A agricultura e a extração de petróleo são as principais fontes de renda do estado. Outra fonte de renda importante é o turismo.
A região que compõe atualmente o estado foi a última região dos Estados Unidos continental a ser explorada e assentada pelos norte-americanos. Em 1858, o governo norte-americano criaria o Território de Dakota - um território que incluía o que forma atualmente os estados de Dakota do Norte e Dakota do Sul, até então parte do Território de Minnesota. O Território de Dakota seria escassamente povoado até o século XIX, quando as primeiras ferrovias passando pela região foram construídas ao longo da região, incentivando assim a prática da agricultura. Inicialmente, alguns poucos latifundiários dominavam a economia das Dakotas. Porém, o sucesso destes latifúndios e as ferrovias atraíram milhares de pessoas à região. Em 2 de novembro de 1889, o território de Dakota foi dividido nos atuais Dakota do Norte e Dakota do Sul e elevados à categoria de estados.
Dakota do Norte sofreu bastante nas décadas de 1920 e 1930, por causa de grandes períodos de estiagem, de pragas e da Grande Depressão. A população atingiu seu máximo nos primeiros anos da década de 1930, e desde então tem passado por períodos de declínio e aumento populacional, embora nunca mais tivesse atingido os números da década de 1930.
O estado tem resistido a grande recessão do início do século XXI com um boom de recursos naturais, particularmente na extração de petróleo, que se encontra abaixo da parte noroeste do estado. O desenvolvimento tem impulsionado forte emprego, crescimento populacional e baixo desemprego.

## História

### Até 1889
Quando os primeiros exploradores europeus chegaram à região que constitui atualmente o estado de Dakota do Norte, seis tribos nativos norte-americanas lá viviam. Estas tribos eram os mandan, hidatsa e os arikara, que viviam ao longo do rio Missouri, tribos sedentárias que viviam primariamente da agricultura e da caça; os plain ojibwa, nômades que viviam da caça no noroeste do estado, e faziam parte da família nativo norte-americana dos chippewa; os yankton (tribo parte do grupo nativo norte-americano dos sioux), ao longo dos rios Yankton e Sheyenne, primariamente da caça; e os lakota, também parte do grupo nativo norte-americano dos sioux, que viviam primariamente da caça no sudeoeste.
O primeiro explorador europeu na região que atualmente constitui o estado de Dakota do Norte foi Pierre Gaultier de Varennes, um franco-canadense, em 1738. Porém, a região já fora anteriormente reivindicada pelos franceses em 1682, por René-Robert Cavelier, que reivindicara toda a bacia hidrográfica do Mississipi-Missouri, bacia que inclui o sudoeste do atual Dakota do Norte. Posteriormente, os franceses também reivindicaram uma vasta região ao sul da baía de Hudson, região que incluía muito do norte do atual Dakota do Norte. Em 1713, o território reivindicado pelos franceses foi cedido aos ingleses. Porém, o sudoeste do estado continuou sob controle francês, e parte da colônia francesa de Nova França. Após o franco-canadense Varennes ter explorado a região em 1738, poucos colonos de ascendência européia retornariam à região, primariamente apenas comerciantes interessados na caça e no comércio de peles.
Em 1763, como parte do Tratado de Paris, a França cedeu todos os seus territórios a oeste do rio Mississípi para a Espanha, a metade ocidental do território conhecido como Luisiana. Assim sendo, muito da atual Dakota do Norte passou a controle espanhol. Em 1800, os espanhóis cederam estes territórios para a França. Esta vendeu toda a Luisiana para os Estados Unidos em 1803. O presidente norte-americano Thomas Jefferson deu a Meriwether Lewis e William Clark a missão de explorar a região da Luisiana. Lewis e Clark explorariam a atual Dakota do Norte em outubro de 1804. Na região central eles construiriam Fort Mandan, às margens do rio Missouri, não longe da atual cidade de Stanton. Lewis e Clark ficaram em Fort Mandan até abril de 1805, quando continuaram sua viagem rumo à costa oeste norte-americana. Eles retornariam mais uma vez em 1806, na viagem de volta.
Porém, muito da atual Dakota do Norte ainda continuava sob controle britânico, parte de uma região controlada pela Companhia da Baía de Hudson. Tensões entre os norte-americanos e os britânicos surgiram, com ambos reivindicando territórios controlados pelo outro. Em 1812, algumas famílias de ascendência escocesa e irlandesa instalaram-se no norte da atual Dakota do Norte, onde atualmente localiza-se Pembina. Em 1818, os norte-americanos e os britânicos realizaram um tratado onde todos os territórios ao sul do paralelo 49, dos Grandes Lagos até as Montanhas Rochosas, passariam a ser controladas pelos Estados Unidos. Assim sendo, o restante da atual Dakota do Norte passou a controle norte-americano. No mesmo ano, parte dos colonos escoceses e irlandeses de Pembina abandonaram o assentamento. Em 1823, o restante também abandonaria Pembina, quando um estudo comprovou que ela estava de fato em território norte-americano. Dakota do Norte não seria povoada por norte-americanos ascendentes de europeus por cerca de quatro décadas, até meados da década de 1860.

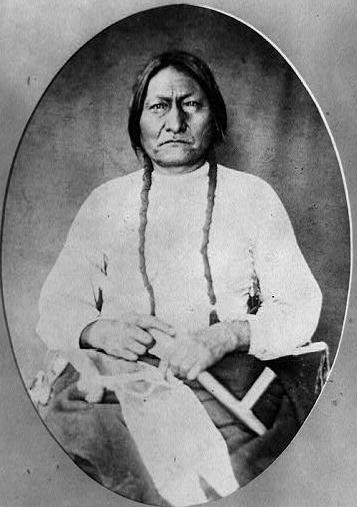
Touro Sentado

Em 1861, o governo norte-americano criou o Território de Dakota. Este território incorporava o que atualmente forma os atuais estados de Dakota do Norte o Dakota do Sul, bem como partes de Montana e de Wyoming. Em 1862, os lakota mataram centenas de norte-americanos brancos no atual Minnesota. Parte dos lakota fugiram em direção ao atual Dakota do Norte, sendo perseguidos por tropas norte-americanas. Diversas batalhas foram realizados no estado, e que continuariam até o início da década de 1870, quando, derrotados, foram confinados em reservas indígenas, através de tratados de paz realizados. Porém, diversas revoltas indígenas ocorreriam em Dakota do Norte, por causa da violação dos tratados de paz por parte dos norte-americanos brancos, causaram diversas revoltas, até 1881, quando a última destas revoltas ocorreu, liderada por Sitting Bull, que rendeu-se no mesmo ano.
Em 1863, o Ato Homestead passou a valer no território de Dakota. Ainda em 1863, partes do Território de Dakota foram cedidas para Montana e Wyoming, restando o território formado atualmente por Dakota do Norte e por Dakota do Sul. O Ato Homestead fornecia lotes de terra a nenhum custo para famílias que estivessem dispostas a assentar a região, em um esforço para povoar a região, ainda não povoada por norte-americanos de ascendência europeia - Dakota do Norte seria a última região em todo os Estados Unidos continental a ser povoada pelos descendentes de europeus. O assentamento da região por parte destes norte-americanos foi lenta. Diversas tribos nativos norte-americanas, tais como os lakota e os métis, que se haviam instalado na região por volta da década de 1820, opuseram-se ao povoamento branco da região que, isolada do resto do país por causa da falta de meio de transportes, e o medo de ataques indígenas, fizeram com que poucas pessoas decidissem instalar-se na região por duas décadas.
Foi somente em 1875 que a região de Dakota do Norte passaria a ser assentada por norte-americanos em grande escala, graças à instalação de gigantescos latifúndios e da inauguração da primeira ferrovia na região, conectando Dakota do Norte com o resto do país. Os latifúndios cultivavam primariamente trigo, e eram controlados por apenas algumas ricas famílias. Estes latifúndios precisavam de mão-de-obra, assim, estimulando o povoamento da região. Estes latifúndios estavam em sua maior parte ao longo do rio Red, e possuíam entre mil a 27 mil hectares de área. Estes latifúndios, através do uso de mão-de-obra barata, do uso de métodos modernos de cultivo e das ferrovias, eram altamente lucrativas. Porém, estes latifúndios gradualmente fragmentariam-se em fazendas menores, após uma recessão na indústria agropecuária norte-americana, que causou uma queda súbita dos preços do trigo.
Graças à mineração do ouro e da agropecuária, a população de todo o Território de Dakota - incluindo a região da atual Dakota do Sul - passou a crescer rapidamente. Porém, as ferrovias que haviam propiciado a ascensão das indústrias do trigo e da mineração, bem como o povoamento da região, passaram a causar tensões de cunho divisório entre a região norte e sul do Território de Dakota. Estas ferrovias - que eram transcontinentais, conectando a costa leste norte-americana com a costa oeste - cruzavam o Território de Dakota em um sentido leste-oeste. Não existiam ferrovias conectando o norte do território com o sul, e o transporte entre ambas as regiões era difícil. O rápido crescimento populacional do Território de Dakota passou a fazer com que o governo do território e seus habitantes passassem a pressionar o governo a fazer com que o território fosse elevado à categoria de estado. Porém, por causa das tensões divisórias, rapidamente os habitantes do norte e do sul do Território de Dakota passassem a exigir que cada região tivesse seu próprio governo.
Em fevereiro de 1889, o congresso norte-americano dividiu o Território de Dakota em dois. Ambos os territórios adquiriram então suas atuais fronteiras políticas. A rivalidade entre ambas as Dakotas era tanta que, após a aprovação do congresso em permitir que ambos os territórios fossem elevados à categoria de estado, elas passaram a exigir que fossem elevados à categoria de estado primeiramente. A rivalidade fez com que o presidente Benjamin Harrison - após a ratificação da constituição norte-americana por ambas as Dakotas - ordenasse ao secretário de Estado James Blaine que misturasse os documentos e o impedisse de ver qual o documento que elevava oficialmente um dos territórios à categoria de estado. Isto foi feito para que ninguém soubesse quem fora elevado primeiramente à categoria de estado. Assim sendo, em 2 de novembro de 1889, Dakota do Norte tornou-se o 39° estado norte-americano, juntamente com o Dakota do Sul.

### 1889 - Tempos atuais
A população de Dakota do Norte continuou a crescer rapidamente até a década de 1920. Em 1890, o estado tinha 190 983 habitantes, número que aumentou para 577 056 em 1910. Este crescimento foi motivado pela prosperidade da indústria agropecuária da região, bem como pela indústria ferroviária. A população de Dakota do Norte - em sua maior parte rural - dependia, por sua vez, de estabelecimentos bancários, para o financiamento de equipamentos e instalações agropecuárias, bem como da indústria ferroviária para o transporte para outras regiões do país dos produtos cultivados no estado. As relações entre fazendeiros e bancários e ferroviários nunca foram boas. Em 1915, a Nonpartisan League foi fundada. Esta organização política suportava a causa dos fazendeiros, apoiando o controle estatal de estabelecimentos indispensáveis à indústria agropecuária - tais como elevadores de grãos e silos, todos cobrados por comerciantes privados - e estabelecimentos bancários que fornecessem empréstimos com baixas ou nenhuma taxa de juro.

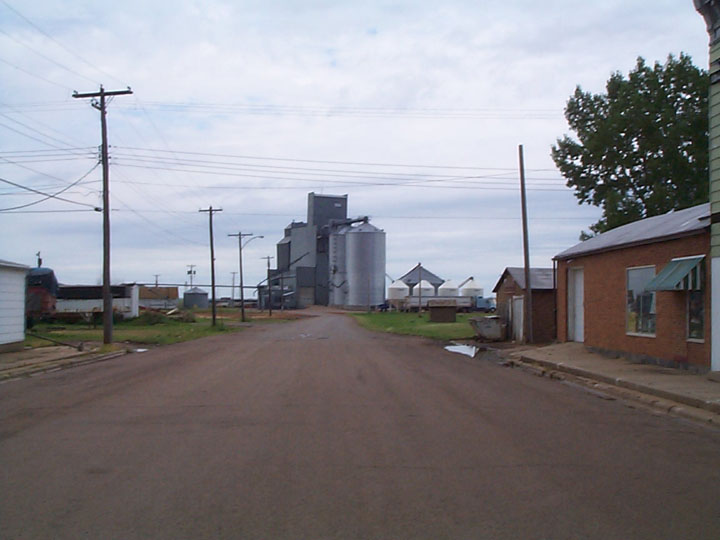
Elevador de grãos em New Leipzig.

Em 1916, o republicano Lynn J. Frazier foi eleito governador de Dakota do Norte, tendo o apoio da Nonpartisan League. Frazier governaria até 1921, tendo aumentado verbas à distritos escolares situados em áreas rurais, diminuiu impostos e criou a Industrial Comission of North Dakota, que passou a administrar um número de empresas estatais, que passaram a fornecer certos serviços voltados à população rural, tais como silos e elevadores de grãos (controlados pela North Dakota Mill and Elevator) e empréstimos a baixos juros (fornecidos pelo Banco de Dakota do Norte). Tanto as comissões como ambas as companhias mencionadas ainda operam em tempos atuais.
Dakota do Norte entrou em uma grande recessão econômica na década de 1920, graças à gradual queda dos preços do trigo norte-americano no mercado internacional. O crescimento populacional de Dakota do Norte diminuiu drasticamente. Muitos fazendeiros endividaram-se, e vários foram forçados a abandonar suas fazendas. Uma recessão muito maior abateu-se sobre o Dakota do Norte em 1929: a Grande Depressão. A queda drástica dos preços do trigo, o endividamento dos fazendeiros, pragas e estiagens aferatam Dakota do Norte ao longo da década de 1930. Grande parte da população de Dakota do Norte passou a deixar o estado, em busca de emprego em outras regiões do país. A população atingiu um máximo de 680 845 habitantes em 1930. Desde então, e até a década de 1950, a população entrou em declínio e nunca superaria novamente os 680 mil habitantes.
Diversos programas federais de irrigação foram implementados em 1937 em Dakota do Norte. As agências que administravam tais programas também desestimularam o uso excessivo de água potável, escassa por causa dos períodos prolongados de estiagem. Foi somente a partir de 1939 que este período de estiagem acabou em Dakota do Norte. A entrada dos Estados Unidos na segunda guerra mundial, em 1941, fez com que a economia do estado se recuperasse no início da década de 1940, quando Dakota do Norte produziu grandes safras de trigo, vendido no mercado doméstico mas primariamente às Forças Armadas dos Estados Unidos.
Após o fim da guerra, a economia de Dakota do Norte novamente entrou em recessão graças à queda drástica dos preços do trigo, o que deixou muitos fazendeiros desempregados ou endividados. Vários destes fazendeiros mudaram-se para as cidades, enquanto outros deixaram o estado. O declínio da população de Dakota do Norte continuaria até meados da década de 1950. A construção de usinas termoelétricas a carvão e hidrelétricas, e de diversos programas federais de irrigação, ajudaram a estimular a economia, e a produção e venda de excedente de eletricidade para outros estados vizinhos ajudou a diminuir a dependência de Dakota do Norte em relação à indústria do trigo.
Em 1951, grandes reservas de petróleo foi encontrado em Dakota do Norte. Outras reservas seriam encontradas nas décadas seguintes. O petróleo superaria o trigo como a fonte de renda mais importante do estado na década de 1970. Em 1957, o governo de Dakota do Norte, buscando diversificar a economia e diminuir ainda mais sua dependência em relação à indústria do trigo, criou a Comissão de Desenvolvimento Econômico, com o objetivo de atrair empresas de manufatura para a região. Esta comissão ajudou a fazer com que Dakota do Norte tivesse uma das maiores taxas de industrialização do país na década de 1960. Atualmente, mais de 80 cidades e vilas possuem suas próprias comissões de desenvolvimento econômico.
Em 1968, o governo de Dakota do Norte e o congresso norte-americano aprovaram um projeto conjunto que criaria um sistema de canais, o Garrison Diversion Project, que desviaria água do rio Missouri para áreas mais secas do estado. Porém, estes canais desviariam água do rio Missouri para cidades e centros industriais, que seriam despejadas em rios que correm em direção ao norte, rumo à baía de Hudson, passando por território canadense. Isto causou tensão entre canadenses - que não queriam receber poluentes despejados pelos norte-americanos - e norte-americanos. A velocidade da instalação do Garrison Diversion Project foi diminuído no início da década de 1970, e passou por grandes mudanças em 1986, por ordem do congresso norte-americano, removendo a cláusula que estipulava o desvio de água do Missouri em direção a rios passando por território canadense.
A economia de Dakota do Norte, que prosperara até o final da década de 1980, entrou novamente em recessão no início da década de 1990, primariamente por causa do diminuição dos postos de empregos na indústria agropecuária, maior do que o aumento dos postos de emprego em outros setores da economia do estado. O governo de Dakota do Norte tem continuado a buscar formas de atrair novas indústrias à região e diversificar a economia, embora isto tenha mostrado ser uma tarefa difícil. Por causa da estagnação econômica, a população tem caído desde meados da década de 1990, e apesar de um crescimento populacional em geral de 0,5% entre 1990 e 2000, desde então a população do estado tem caído a uma taxa de cerca de 3% o ano, tendo atualmente cerca de 640 mil habitantes.
Em 2000, o congresso norte-americano anunciou que substituiria o Garrison Diversion Project por um Ato, o Dakota Water Resources Act, que deu ao governo de Dakota do Norte cerca de 600 milhões de dólares, a serem gastos em programas de irrigação, abastecimento sanitário e recreação.

## Geografia

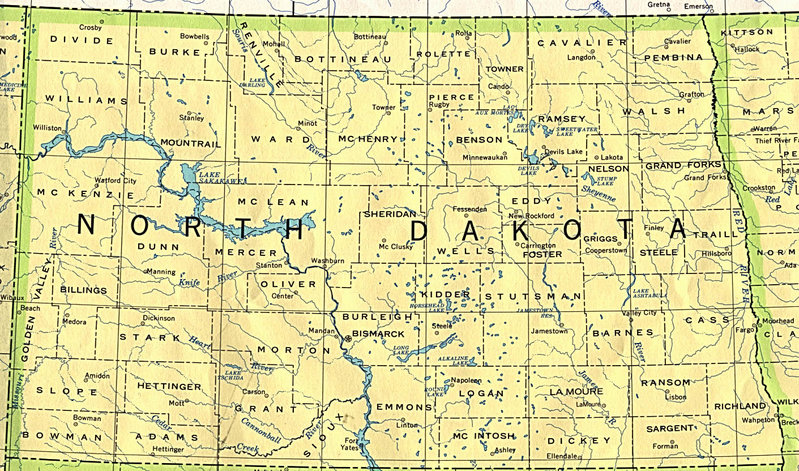
Mapa de Dakota do Norte e de seus 53 condados.

Dakota do Norte limita-se ao norte com as províncias canadenses de Saskatchewan e Manitoba, a leste com o estado de Minnesota, ao sul com Dakota do Sul, e a oeste com Montana. O centro geográfico da América do Norte está localizado no estado, próximo à cidade de Rugby. Com um pouco mais de 183 mil quilômetros quadrados, é o 19º maior estado americano em área do país.
Cerca de 60% de Dakota do Norte faz parte da bacia hidrográfica do rio Missouri, que parte do oeste do estado vindo de Montana e, no meio do estado, parte em direção ao sul rumo ao golfo do México. O restante do estado faz parte da bacia hidrográfica do rio Red, que cobre o noroeste do estado. O Red parte do oeste, vindo de Montana, e indo em direção ao norte, para desembocar no lago Winnipeg, no Canadá.
O maior lago de Dakota do Norte é o lago Sakakawea, um reservatório artificial formado pela Represa Garrison, no rio Missouri, próximo à Riverdale. Esta represa evita que as constantes enchentes do rio Missouri causem grandes inundações, além de gerar eletricidade. À parte deste reservatório, Dakota do Norte não possui nenhum grande lago, devido ao seu terreno pouco acidentado, embora numerosos pequenos lagos espalhem-se ao longo do estado. Dakota do Norte possui poucas florestas, que cobrem apenas 1% do estado.
Dakota do Norte pode ser dividida em três distintas regiões geográficas:
- O Vale do Rio Red é uma estreita faixa de terra que cobre todo o leste do estado. Esta região é extremamente plana, fazendo parte de um antigo lago glacial, o lago Agassiz. Sua principal característica é o solo extremamente fértil, um dos mais férteis do mundo. Apesar de ser a menor das três regiões, o Vale do Rio Red é a região mais povoada do estado. O Vale do Rio Red é atualmente praticamente todo coberto por plantações de trigo, pastos dedicados a rebanhos bovinos ou áreas urbanas. Possui as menores altitudes do estado, chegando a um mínimo de 229 metros às margens do rio Red, no extremo nordeste.
- O Drift Praire está localizado a oeste do Vale do Rio Red. No sul, o Drift Praire estendendo-se até as Grandes Planícies, e forma uma faixa de terra relativamente estreita no sul, alargando-se à medida que se viaja em direção ao norte, onde chega a cobrir cerca de 85% do estado (extensão leste-oeste). Possui altitudes maiores do que o Vale do Rio Red. Uma súbita inclinação divide ambas as regiões. As altitudes do Drift Praire são menores próximos ao Vale do Rio Red, gradualmente aumentando à medida que se viaja em direção a oeste - com cerca de 350 metros de altitude próximo ao vale até mais de 830 metros próximo às Grandes Planícies. Caracteriza-se pelo seu terreno coberto por pequenos morros achatados, pelo seu solo fértil e pelos seus vários pequenos lagos, que atraem milhares de patos selvagens anualmente.
- As Grandes Planícies cobrem todo o restante do estado, cobrindo toda a região centro-leste. No norte, é uma estreita faixa de terra, embora sua largura aumente rapidamente à medida que se viaja em direção ao sul. As Grandes Planícies e o Drift Praire são divididas pelo Missouri Coteau, uma cadeia de serras que estende-se do Saskatchewan até a região central de Dakota do Sul. Caracteriza-se pelo seu terreno relativamente pouco acidentado, marcado pela contínua presença de morros baixos, pela sua baixa altitude, e pelo seu solo fértil, embora menos fértil do que o solo do Drift Praire o do Vale do Rio Red.

### Clima

Tipos climáticos de Dakota do Norte.

Dakota do Norte possui um clima temperado. Devido ao seu terreno pouco acidentado e distante de grandes massas de água, Dakota do Norte possui grandes variações de temperatura e um clima instável. Os invernos são geralmente muito frios, dado sua localização no extremo norte dos Estados Unidos, enquanto que os verões são quentes. Porém, seu terreno pouco acidentado faz com que frentes quentes vindas do sul ou frentes frias vindas do norte aumentem ou diminuam rapidamente a temperatura em qualquer período do ano. Em qualquer época do ano, a temperatura média do Estado diminui à medida que se viaja em direção ao norte.
No inverno, a temperatura média é de -15°C no sul (-10 °C no sudoeste), e de -18 °C no norte (-21 °C no extremo nordeste). A média das mínimas no sul é de -15 °C, e no norte, de -21 °C. A média das máximas é de -5 °C no sul e de -9 °C no norte. Em qualquer parte do estado, as mínimas variam entre -45 °C e 10 °C, e as máximas variam entre -38 °C e 18 °C. A menor temperatura já registada foi registrada em Parhall, em 15 de fevereiro de 1936.
Dakota do Norte é famoso no país pelo seu clima instável. O encontro de grandes massas de ar quente vindas do Golfo do México com grandes massas de ar frias vindas do Ártico - principalmente no verão - produzem fortes ventos na região, e causam grandes tempestades, e por vezes granizo e tornados. No inverno, possui um clima mais estável - muito frio e seco - embora grandes tempestades de neve são relativamente comuns no estado. Estas correntes de ar encontram pouca oposição na região, e como consequência, podem alterar rapidamente a temperatura e o tempo em uma dada região. A reputação de Dakota do Norte pelo seu tempo severo e instável tem sido citado por muitos como um dos principais fatores do declínio populacional e da falta de interesse de empresas de outros estados em instalar-se na região. Porém, outras pessoas acreditam que o clima é apenas um fator secundário da sua situação econômica.

## Política

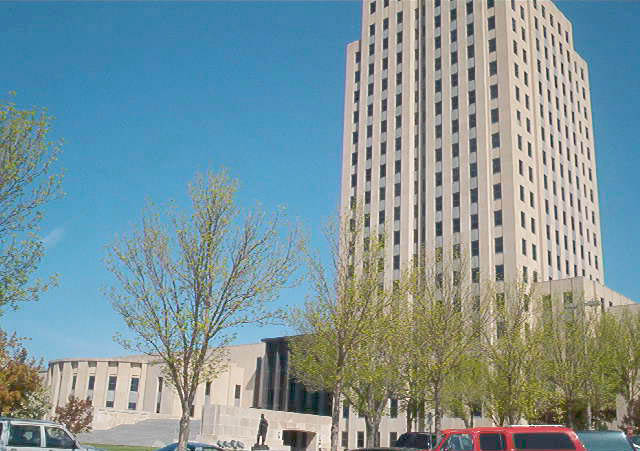
Vista do Capitólio Estadual de Dakota do Norte, em Bismarck.

A atual constituição de Dakota do Norte foi adotada em 1889. Emendas à constituição são propostas pelo poder legislativo doestado, e para serem aprovadas, precisam da aprovação de ao menos 51% do Senado e da Câmara dos Representantes, e então por 51% ou mais da população eleitoral de Dakota do Norte, em um referendo. A população também pode propor emendas à constituição estadual através de um processo conhecido como iniciativa e referendo, uma petição assinada por ao menos 4% da população. Se estes 4% são alcançados, então um referendo é realizado, onde, para ser aprovado, precisa ter ao menos 51% dos votos a favor.
O principal oficial do poder executivo de Dakota do Norte é o governador. Este é eleito pelos eleitores para mandatos de até quatro anos de duração. Uma dada pessoa pode exercer o cargo de governador quantas vezes quiser, caso seja reeleito pela população. Outros oficiais escolhidos são o tenente-governador, o tesoureiro, o secretário de Estado, o attorney general, o comissário da agricultura, o superintendente de educação, entre outros oficiais, para mandatos de até quatro anos de duração. O governador, o attorney general e o comissário da agricultura compõem a Comissão Industrial de Dakota do Norte, uma comissão que regula a indústria do petróleo no estado, além de administrar o Banco de Dakota do Norte e do North Dakota Mill and Elevator, empresas estatais de propriedade do governo estadual.
O poder legislativo de Dakota do Norte - chamado oficialmente de Assembleia Legislativa - é constituído pelo Senado e pela Câmara dos Representantes. O Senado possui um total de 47 membros, enquanto que a Câmara dos Representantes possui um total de 97 membros. O Dakota do Norte está dividida em 47 distritos legislativos. Os eleitores de cada distrito elegem um senador e dois representantes, que irão representar tal distrito no Senado/Câmara dos Representantes.
A corte mais alta do poder judiciário de Dakota do Norte é a Suprema Corte de Dakota do Norte, composta por cinco juízes. Estes juízes são eleitos pela população para mandatos de até dez anos de duração. O estado está dividido em sete distritos judiciais, cada um composto por seis juízes. Estes juízes são eleitos pela população do seus distritos para mandatos de até seis anos de duração. Estas cortes judiciais são chefiadas por um chefe da justiça, eleito pelos juízes de suas respectivas cortes para mandatos de até cinco anos de duração. AS pessoa, para poder concorrer nestas eleições do judiciário de Dakota do Norte, não podem ter qualquer afiliação política, ou seja, precisam concorrer como candidatos independentes.
Dakota do Norte está dividido em 53 condados. Cada um destes condados é governado por um conselho de comissionadores, composto por três a cinco membros eleitos pela população de seus respectivos condados para mandatos de até quatro anos de duração. O estado possui no total 358 cidades. Segundo um ato do poder legislativo estadual, aprovado em 1967, todas as cidades de Dakota do Norte são considerados cidades primárias (cities). Estas cidades podem ser governadas por três sistemas de administração municipal diferentes: por um prefeito e um conselho municipal, por um administrador municipal ou por um conselho de comissionadores.
Cerca de metade da receita do orçamento de Dakota do Norte é gerada por impostos estaduais, sendo que o restante vem de verbas recebidas do governo federal e de empréstimos. Em 2002, o governo gastou 3,020 bilhões de dólares, tendo gerado 3,017 bilhões de dólares. A dívida governamental de Dakota do Norte é de 1,673 bilhões de dólares. A dívida per capita é de 2 639 dólares, o valor dos impostos estaduais per capita é de 1 762 dólares, e o valor dos gastos governamentais per capita é de 4 764 dólares. Dakota do Norte possui a segunda menor dívida governamental entre quaisquer estados norte-americanos, em grande parte por causa de sua pequena população.
Desde a sua criação em 1889 e da sua elevação à categoria de estado, Dakota do Norte tem sido dominado politicamente pelo Partido Republicano. O primeiro governador foi um republicano. Historicamente, de cada três pessoas eleitas para a posição de governador, dois tem sido republicanos. A maioria dos políticos eleitos para posições no legislativo, em cidades e em condados também são republicanos. Na política nacional, a maioria dos senadores e membros da Câmara dos Representantes federal tem sido republicana. Os democratas passaram a ganhar crescente força somente a partir da década de 1950, embora ainda em tempos atuais os republicanos dominem politicamente. O primeiro senador democrata a nível federal - Quentin N. Burdick - seria eleito apenas em 1960.

## Demografia
O censo nacional de 2000 estimou a população de Dakota do Norte em 642 200 habitantes, um crescimento de 0,5% em relação à população em 1990, de 638 800 habitantes. Uma estimativa realizada em 2005 estima a população em 636 677 habitantes, um decréscimo de 0,4% em relação à população em 1990; um decréscimo de 0,8% em relação à população em 2000; e um crescimento de 0,1% em relação à população estimada em 2004.
O crescimento populacional natural entre 2000 e 2005 foi de 10 283 habitantes - 40 890 nascimentos menos 30 607 mortes - e o crescimento populacional causado pela imigração foi de 3 687 habitantes, enquanto que a migração interestadual resultou na perda de 18 568 habitantes. Entre 2000 e 2005, a população de Dakota do Norte diminuiu em 4 598 habitantes, enquanto que entre 2004 e 2005, ela aumentou em 369 habitantes.
Dakota do Norte tem vivido um declínio na sua população nos últimos 20 anos, primariamente causado pela saída de jovens adultos, graduados de faculdades e universidades, em direção a outros estados, causado pela falta de empregos. Programas estaduais que perdoavam as dívidas de estudantes de universidades e faculdades, desde que o dinheiro tenha sido usado apenas para uso educacional ou médico, tem sido instituído com certo sucesso, mas um programa maior, que perdoaria as dívidas de qualquer estudante numa instituição de educação superior no estado não foi aprovada num referendo. Alguns políticos federais tem proposto a criação de um ato baseado no Ato Homestead de 1862, para encorajar o assentamento de novos habitantes em regiões que atualmente estão perdendo habitantes, e encorajar habitantes já instalados nestas regiões a permanecerem, através de medidas tais como reduções em impostos, mas estes atos seriam rejeitados pelo congresso norte-americano. Muitos políticos de Dakota do Norte, enquanto isto, acreditam que melhores programas de desenvolvimento econômico irão eventualmente resolver o problema do declínio populacional do estado.
Etnias de Dakota do Norte em 2016.

### Raças e etnias
Composição racial da população de Dakota do Norte em 2016:
- 74,5% – brancos
- 7,7% – nativos norte-americanos
- 5,4% – afro-americanos
- 5,1% – latinos
- 2,7% – asiáticos
- 4,6% – duas ou mais raças

Os cinco maiores grupos étnicos de Dakota do Norte são alemães (que compõem 43,9% da população), noruegueses (30,1%), irlandeses (7,7%), suecos (5%) e nativos norte-americanos (4,9%).
A maioria dos habitantes possui ascendência norte-européia, especialmente escandinavos e alemães. Habitantes de ascendência alemã estão presentes em todo o estado, especialmente nos condados do centro-sul. Escandinavos também estão presentes em todo o Estado. Alguns condados possuem grandes populações nativas norte-americanas, especialmente em reservas indígenas. Certos condados no oeste possuem as maiores percentagens de habitantes de ascendência russa, ucraniana e húngara de qualquer condado norte-americano.

### Religião
Percentagem da população de Dakota do Norte por afiliação religiosa:
- Cristianismo – 86%
  - Protestantes – 52%
    - Igreja Luterana – 35%
    - Igreja Metodista – 7%
    - Igreja Batista – 6%
    - Outras afiliações protestantes – 4%

  - Igreja Católica Romana – 30%
  - Mórmons – 1%
  - Testemunhas de Jeová – 1%
  - Outras afiliações cristãs – 2%
- Muçulmanos – 2%
- Budistas – 1%
- Judeus – 1%
- Outras religiões – 1%
- Não-religiosos – 4%
- Sem resposta – 5%

A grande maioria da população identifica como cristã. O estado possui a menor percentagem de pessoas não religiosas de qualquer estado norte-americano, e também o maior número de igrejas per capita do país. Também possui a maior população Luterana do país (35%), juntamente com a Dakota do Sul, Minnesota e Wisconsin, isso se deve principalmente a grande população de descendentes de alemães no estado, além de ter também uma população significativa de suecos e noruegueses que são em sua grande maioria Luterana, é também um dos estados mais religiosos do país, mas não é considerado parte do Bible Belt, já que se concentra no Norte do país. Em termos gerais a Dakota do Norte é considerado um estado religioso, 58% da população adulta considera a religião algo muito importante em suas vidas, 25% considera a religião algo relativamente importante em suas vidas e 10% considera a religião algo não muito importante em suas vidas.

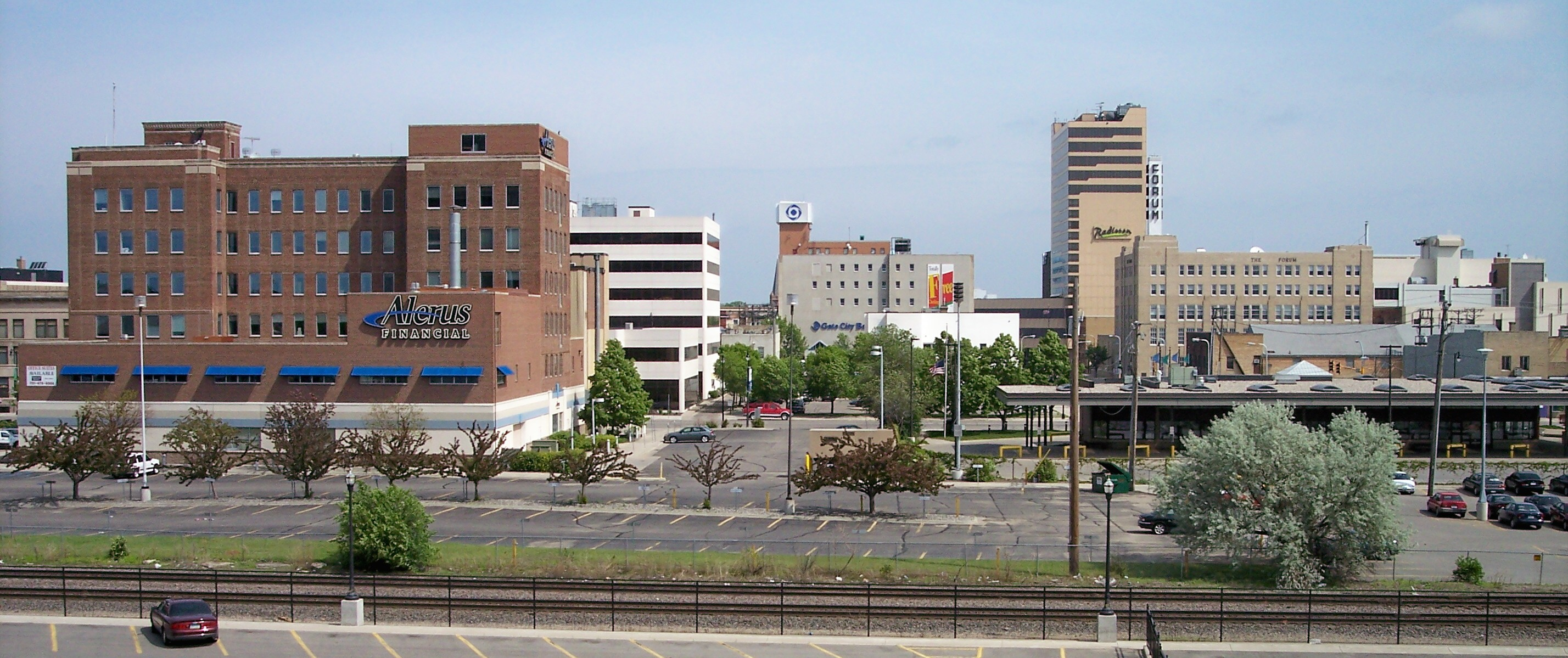
Fargo, a maior cidade de Dakota do Norte

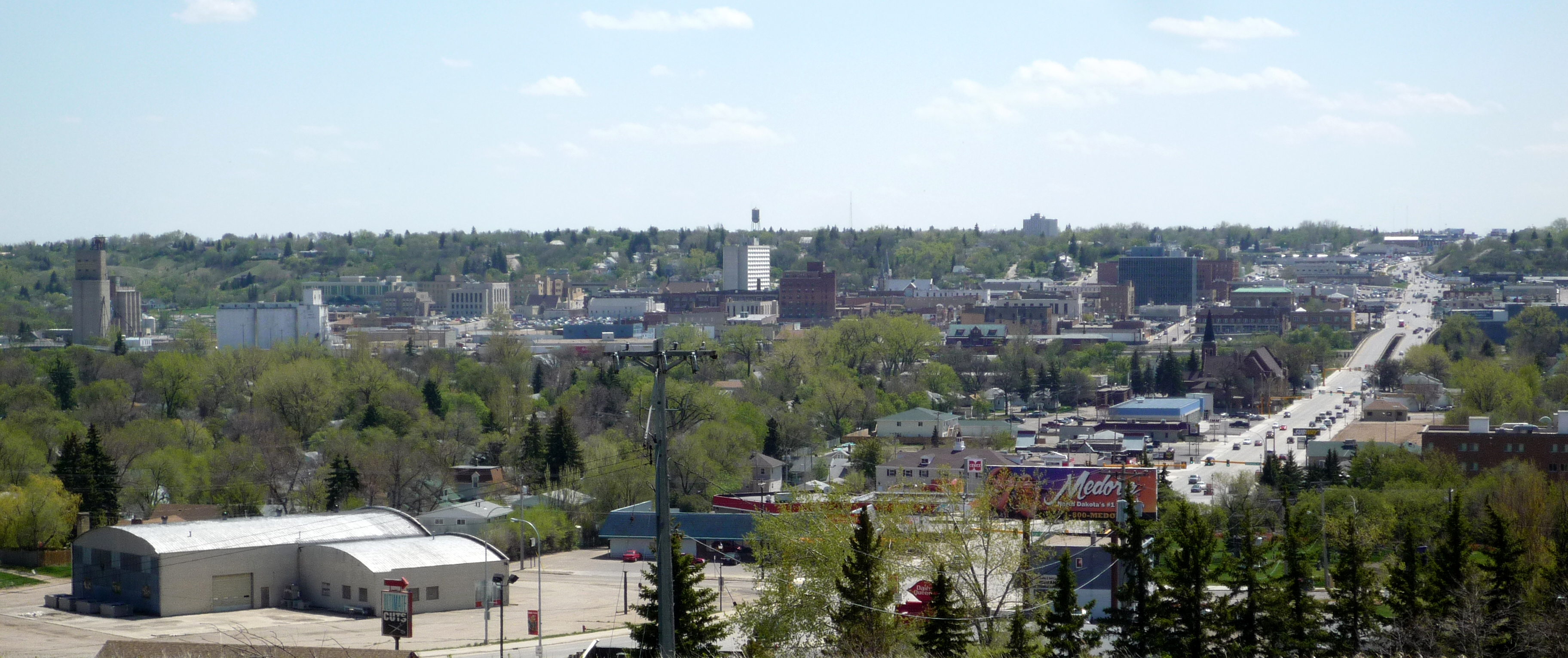
Minot.

### Principais cidades
Cidades de Dakota do Norte com população maior do que cinco mil habitantes, e sua população, segundo os dados do censo norte-americano de 2000.
1. Fargo - 90 607
2. Bismarck - 55 502
3. Grand Forks - 49 366
4. Minot - 36 583
5. Mandan - 16 718
6. Dickinson - 16 010
7. Jamestown - 15 527
8. West Fargo - 14 940
9. Williston - 12 512
10. Wahpeton - 8 586
11. Devils Lake - 7 245
12. Valley City - 6 826

## Economia
O produto interno bruto de Dakota do Norte foi de 21 bilhões de dólares em 2003. A renda per capita, por sua vez, foi de 28 922 dólares, 32º do país. A taxa de desemprego em Dakota do Norte é de 3,4%, a segunda menor de todo os Estados Unidos, atrás apenas do Havaí.
O setor primário responde por 5% do PIB de Dakota do Norte. Juntas, a agricultura e a pecuária respondem por 5% do PIB, e empregam aproximadamente 44 mil pessoas. Os efeitos da indústria madeireira e da pesca são negligíveis na economia do estado. Os efeitos da pesca e da silvicultura são negligíveis na economia do estado.
Dakota do Norte possui 30 mil fazendas, que cobrem aproximadamente 90% da área doestado. O principal produto produzido pela indústria agropecuária é o trigo. Dakota do Norte é o segundo maior produtor nacional de trigo do país, atrás apenas do Kansas. O trigo é plantado especialmente no norte. Dakota do Norte é a maior produtora de sementes de girassol, produzido primariamente no leste do estado. Outros produtos importantes são carne e leite bovino, palha, sementes de canola, mel e soja. O estado é um dos líderes nacionais na produção de todos estes produtos. A palha é em sua maior parte utilizada internamente, para a alimentação de seus grandes rebanhos de gado bovino.
O setor secundário responde por 18% do PIB. A indústria de manufatura responde por 9% do PIB e emprega aproximadamente 26,5 mil pessoas. O valor total dos produtos fabricados é de 2,5 bilhões de dólares. Os principais produtos industrializados fabricados são alimentos industrialmente processados, maquinário, equipamentos eletrônicos, equipamentos de transportes e derivados de petróleo. A indústria de construção responde por 5% do PIB, empregando aproximadamente 23 mil pessoas. A mineração responde por 4% do PIB, empregando cerca de 4,5 mil pessoas. O principal recurso natural extraído é o petróleo. Dakota do Norte possui grandes reservas de petróleo, localizadas primariamente no oeste do estado. Outros recursos naturais importantes são o carvão, gás natural e arenito.
O setor terciário responde por 77% do PIB de Dakota do Norte. Cerca de 19% do PIB são gerados através de serviços comunitários e pessoais. Este setor emprega cerca de 130 mil pessoas. O comércio por atacado e varejo responde por 18% do PIB, e emprega aproximadamente 97 mil pessoas. Serviços financeiros e imobiliários respondem por cerca de 16% do PIB, empregando aproximadamente 28 mil pessoas. Serviços governamentais respondem por 14% do PIB, empregando aproximadamente 72 mil pessoas. Transportes, telecomunicações e utilidades públicas empregam 24 mil pessoas, e respondem por 10% do PIB de Dakota do Norte.
90% da eletricidade gerada no estado é produzida em usinas terelétricas a carvão, sendo o restante gerado primariamente em usinas hidrelétricas. Dakota do Norte produz muito mais eletricidade do que consome. O excesso é vendido para outros estados vizinhos, especialmente Minnesota.

## Educação
A primeira escola fundada no que é atualmente o estado de Dakota do Norte foi fundada em 1818 por missionários católicos, em Pembina, voltada para os métis e para assentadores de ascendência irlandesa e escocesa vindos do Canadá. Esta escola seria fechada em 1823, quando todos os assentadores canadenses abandonaram a região. A educação de crianças de assentamentos norte-americanos na região seria realizada por professores viajantes, que locomoviam-se de comunidade em comunidade, e ensinavam crianças de uma dada comunidade na casa de uma destas crianças. À medida que a população destas comunidades aumentava, escolas foram construídas.
Em 1862, o governo do Território de Dakota criou um sistema de educação pública. Em 1864, o governo do território indicaria o primeiro superintendente de educação pública na região. Quando os estados de Dakota do Norte o Dakota do Sul foram criados, cada um continuou a suportar economicamente todas as escolas de língua inglesa nos seus estados. Então, existiam cerca de mil escolas públicas no recém-fundado estado de Dakota do Norte. Posteriormente, o governo também passaria a fornecer verbas a escolas que ensinassem idiomas nativos norte-americanos em reservas indígenas.
Atualmente, todas as instituições educacionais em Dakota do Norte precisam seguir regras e padrões ditadas pelo Departamento de Instrução Pública de Dakota do Norte. Este departamento é administrado por um superintendente, eleito pela população para mandatos de até quatro anos de duração. Cada cidade primária (city), diversas cidades secundárias (towns) e cada condado, é servido por um distrito escolar. Nas cidades, a responsabilidade de administrar as escolas é do distrito escolar municipal, enquanto que em regiões menos densamente habitadas, esta responsabilidade é dos distritos escolares operando em todo o condado em geral. Cada distrito escolar possui seus próprios superintendentes. Dakota do Norte não permite a operação de escolas charter - escolas públicas independentes, que não são administradas por distritos escolares, mas que dependem de verbas públicas para operar. O atendimento escolar é compulsório para todas as crianças e adolescentes com mais de sete anos de idade, até a conclusão do segundo grau ou até os quinze anos de idade.

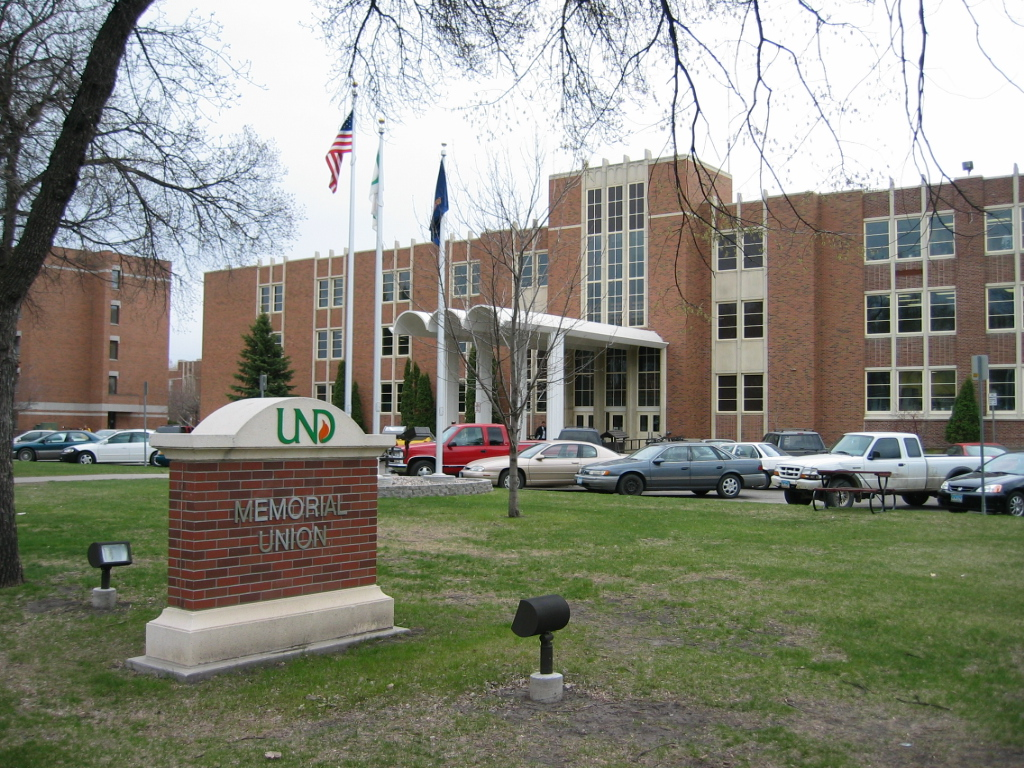
Prédio da Universidade de Dakota do Norte

Em 1999, as escolas públicas do estado atenderam cerca de 112,8 mil estudantes, empregando aproximadamente 8,2 mil professores. Escolas privadas atenderam cerca de 7,1 mil estudantes, empregando aproximadamente 500 professores. O sistema de escolas públicas consumiu cerca de 625 milhões de dólares, e o gasto das escolas públicas é de aproximadamente 5,8 mil dólares por estudante. Cerca de 89,7% dos habitantes com mais de 25 anos de idade possui um diploma de segundo grau.
A primeira biblioteca pública de Dakota do Norte foi fundada em 1897, em Grafton. Ainda no mesmo ano, o governo estadual criou um sistema de bibliotecas públicas móveis, que regularmente viajavam de comunidade em comunidade. Atualmente, o estado possui 82 sistemas de bibliotecas públicas, que movimentam uma média de 7,1 livros por habitante.
Atualmente, o estado possui 22 instituições de educação superior, dos quais 16 são públicas e seis são privadas. O sistema estatal de educação superior é o Sistema de Universidades de Dakota do Norte, que administra quatro faculdades e sete universidades diferentes. Uma destas universidades é a Universidade de Dakota do Norte, a primeira instituição de educação superior do estado, tendo sido fundada em 1883.

## Transportes e telecomunicações

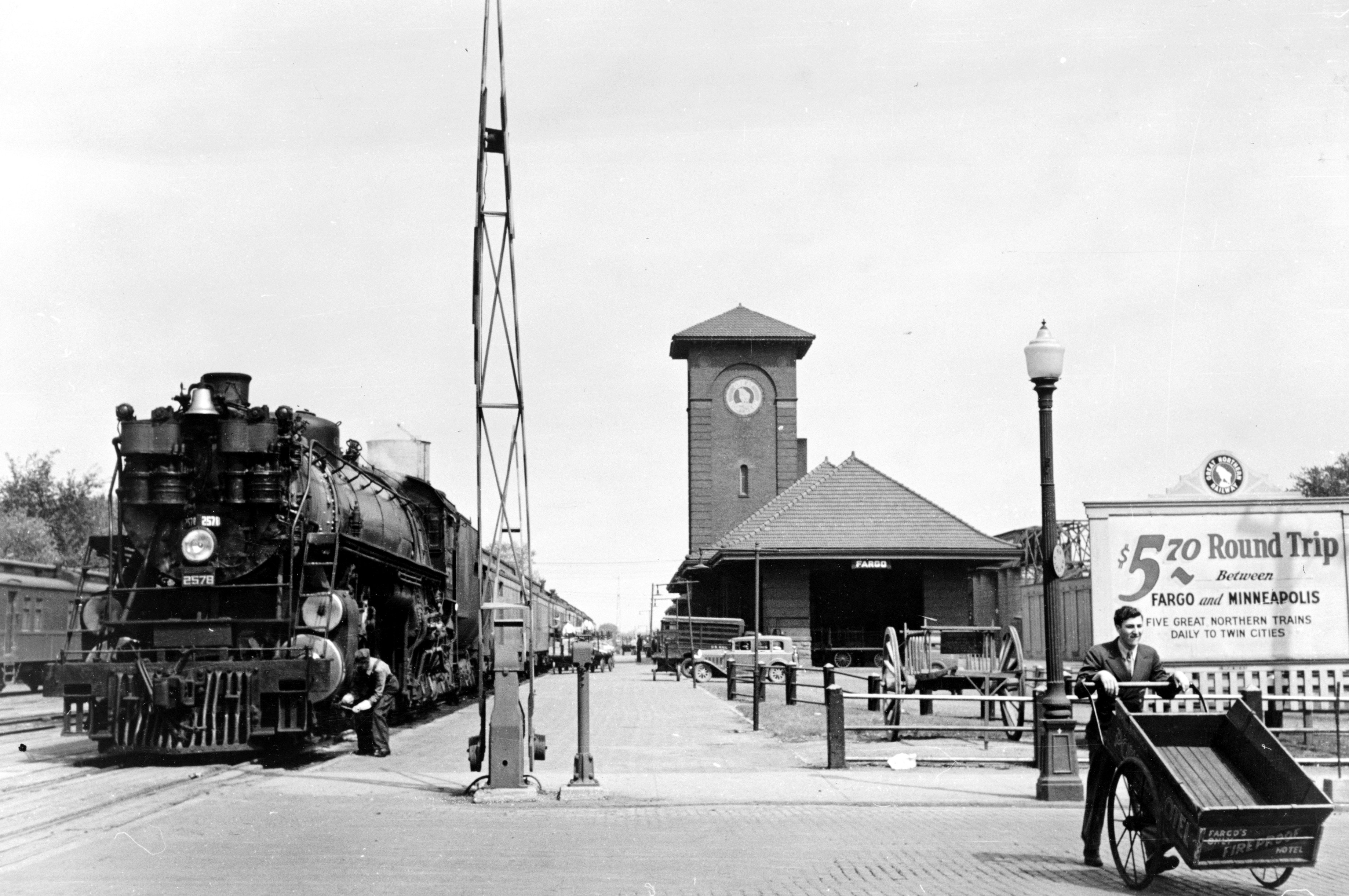
Estação de trem em Fargo, em 1939.

A primeira ferrovia conectando Dakota do Norte com outras regiões do país foi inaugurada em 1872. Dakota do Norte possui atualmente uma extensiva e eficiente malha ferroviária e rodoviária, que cobre grande parte do estado. Em 2002, o estado possuía 5 893 quilômetros de ferrovias. Em 2003, possuía 139 662 quilômetros de vias públicas, dos quais 921 quilômetros eram rodovias interestaduais, considerados parte do sistema federal rodoviário dos Estados Unidos.
Atualmente, duas companhias ferroviárias fornecem transporte de carga, e a Amtrak fornece serviço de transporte de passageiros. O estado possui quatro aeroportos internacionais, dos quais o mais movimentado está localizado em Fargo, embora nenhum destes aeroportos seja considerado movimentado. Muitos aeródromos estão espalhados em áreas rurais, conectando regiões mais isoladas com o restante do estado. Fargo é o principal pólo rodoviário, ferroviário e aeroportuário estadual.
O primeiro jornal de Dakota do Norte, o The Frontier Scout, foi publicado pela primeira vez em 1864, em Fort Union. O jornal mais antigo do estado, ainda em circulação, é o Bismarck Tribune, impresso em Bismarck pela primeira vez em 1873. Atualmente, são publicados no estado mais de cem jornais, dos quais dez são diários.
A primeira estação de rádio de Dakota do Norte foi fundada em 1922, em Fargo. A primeira estação de televisão foi fundada em 1953, em Minot. Atualmente, Dakota do Norte possui cerca de 78 estações de rádio dos quais 34 são AM e 44 são FM - e 24 estações de televisão.

## Cultura

### Símbolos do estado
- Árvore: Ulmus americana / olmo
- Bebida: leite
- Cavalo: da raça Nokota
- Cognomes:
  - Peace Garden State
  - Flickertail State (não oficial)
  - Rough Rider State (não oficial)
  - Sioux State (não oficial)
- Dança quadrilha
- Flor: rosa arkansana
- Fóssil: madeira petrificada tipo teredo
- Grama: pascopyrum smithii
- Inseto: joaninha
- Lemas:
  - Liberty and union, now and forever, one and inseparable (Liberdade e união, agora e sempre, um e inseparável, contida na bandeira do estado)
  - Strength from the soil (Força do solo, contida no selo do estado.
- Mamífero: odocoileus virginianus / veado-de-cauda-branca
- Música: North Dakota Hymn
- Pássaro: sturnella neglecta
- Peixe: esox lucius / lúcio europeu

## Curiosidade
- Na série de animação televisiva The Fairly OddParents sempre falavam que Dakota do Norte é um mito (com sentido pejorativo), e assim ofendendo a população do estado.

### Outras fontes
- «United States Census Bureau» (em inglês)
- «Sítio web oficial de Dakota do Norte» (em inglês)
- «United States Department of Education» (em inglês)
- «United States Department of Commerce» (em inglês)
- «National Oceanic and Atmospheric Administration» (em inglês)
- Robison, Elwyn B. (1982). History of North Dakota. [S.l.]: University of Nebraska Press. ISBN 0-8032-8909-X